# Кылышбаев, Нурлан Наурызович
Нурлан Наурызович Кылышбаев (каз. Нұрлан Наурызұлы Қылышбаев, род. 1 июня 1971 года, Талды-Курган, Казахская ССР, СССР) — казахстанский государственный деятель, депутат сената парламента Казахстана от Алматинской области (2016—2021).

## Биография
Окончил Казахский институт сельского хозяйства по специальности «инженер лесного хозяйства», Гуманитарный институт им. Д. Кунаева по специальности «юрист».
Работал ведущим инженером отдела животноводства производственного объединения Талдыкорганского лесного хозяйства (1994—1996); помощником акима города Талдыкоргана (1997—1999); главным специалистом, начальником отдела аппарата акима Жамбылской области (1999—2003); начальником управления государственных закупок Жамбылской области (2003—2004); председатель ОАО «Жигер» города Алматы (2004—2010).
В 2010—2013 годах — заместитель начальника управления природных ресурсов и регулирования природопользования Алматинской области.
С июля 2013 года по июнь 2016 года — аким Ескельдинского района Алматинской области.
С июля 2016 года по декабрь 2021 года — депутат сената парламента Казахстана от Алматинской области, переизбран в июне 2017 года, в декабре 2021 года полномочия были досрочно прекращены в связи с переходом на другую работу.
С февраля 2022 года по 17 июля 2023 года — председатель Комитета лесного хозяйства и животного мира Министерства экологии, геологии и природных ресурсов Казахстана.

## Награды
- Орден «Курмет».
- Памятный знак «МПА СНГ. 25 лет» (27 марта 2017 года, Межпарламентская ассамблея СНГ) — за содействие в деятельности Межпарламентской Ассамблеи и её органов[6].
- Почётная грамота Совета МПА СНГ (13 октября 2017 года, Межпарламентская ассамблея СНГ) — за активное участие в деятельности Межпарламентской Ассамблеи и её органов, вклад в укрепление дружбы между народами государств — участников Содружества Независимых Государств[7].